# Key Pousttchi

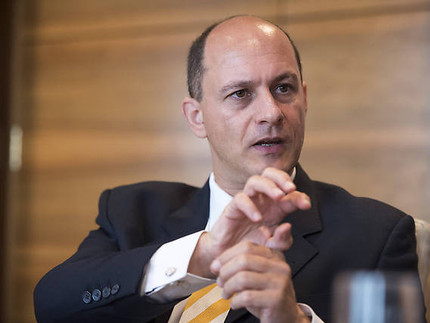
Key Pousttchi (2015)

Key Pousttchi (* 23. Oktober 1970 in Rheine) ist ein ehemaliger Offizier, deutscher Wirtschaftsinformatiker und Professor für Digitalisierung.

## Leben
Pousttchi trat 1989 in die Bundeswehr ein und wurde in der Panzergrenadierbrigade 31 in Oldenburg zum Offizier ausgebildet. Er ist Absolvent der Panzertruppenschule und der Offizierschule des Heeres, wo er unter Hans-Hubertus Mack diente. Nach ersten Führungsverwendungen in der Panzer- und Panzeraufklärungstruppe studierte er von 1992 bis 1996 Wirtschafts- und Organisationswissenschaften mit dem Schwerpunkt Wirtschaftsinformatik an der Universität der Bundeswehr München. Bereits in seiner Diplomarbeit befasste er sich mit dem Zusammenhang des Einsatzes von Informationstechnologie und der organisatorischen Gestaltung von Geschäftsprozessen in Unternehmen, der heute einen der wesentlichen Einflussfaktoren der Digitalen Transformation darstellt. Nach dem Studium durchlief er mehrere Verwendungen, unter anderem 1997/98 als Pressesprecher der Deutsch-Französischen Brigade im Rahmen des SFOR-Einsatzes in Sarajevo unter dem Kommando von Hans-Otto Budde. 2000 kehrte er als Wissenschaftler an die Universität der Bundeswehr München zurück.
Ab 2001 baute er die Forschungsgruppe wi-mobile an der Universität Augsburg auf, wo auch seine Promotion und Habilitation erfolgten. Er war dort insbesondere im Bereich Mobile Commerce und des Mobile-Business tätig. Von 2009 bis 2010 leitete er zusätzlich kommissarisch die Arbeitsgruppe Wirtschaftsinformatik I (zuvor geleitet von Claus Rautenstrauch) an der Fakultät für Informatik der Otto-von-Guericke-Universität Magdeburg. Von 2015 bis 2020 hatte er den neu gegründeten Lehrstuhl für Wirtschaftsinformatik und Digitalisierung an der Wirtschafts- und Sozialwissenschaftlichen Fakultät der Universität Potsdam inne. Seine Abberufung 2020 durch die Fakultät war umstritten, die Vorgehensweise der Fakultät rechtswidrig. Pousttchi verzichtete auf eine erneute Bewerbung und gründete in Naumburg ein Privatinstitut.
2017 war er Direktor des gemeinnützigen Institutes für Wirtschaftsinformatik und Digitale Gesellschaft; sein Nachfolger ist Norbert Gronau.
In der Lehre führte er an der Universität Potsdam den ersten deutschen Masterstudiengang „Wirtschaftsinformatik und Digitale Transformation“ ein, der im Oktober 2017 eröffnet wurde. Neben dem interdisziplinären Ansatz und der Kooperation mit dem Hasso-Plattner-Institut wurde der Studiengang insbesondere auch durch den ungewöhnlich hohen Frauenanteil von mehr als 40 Prozent als wegweisend betrachtet.
In der Praxis leitete er unter anderem 2004/2005 den Standardisierungsausschuss „National Roundtable M-Payment“ der deutschen Banken und Mobilfunkanbieter und gehörte 2006/2007 dem Expertengremium „Mobile Enterprise“ im Auftrag des Bundeswirtschaftsministeriums an. Er ist Gründer der ältesten deutschen Mobile-Business-Konferenz MCTA. International wurde er zunächst vor allem durch seine Arbeiten zum Mobile Payment und Mobile Marketing bekannt, insbesondere zu Nutzerakzeptanz, strategischer Analyse und systematischer Konstruktion von Handy-Bezahlverfahren und neuen Werbeformen. Ab 2010 befasste er sich sehr stark mit den Auswirkungen des damals von ihm so bezeichneten „Megatrend Mobile“, also von Smartphones zusammen mit Big Data, auf die Realwirtschaft und auf gesellschaftliche Entwicklungen.
Sein wissenschaftliches Werk umfasst 15 Bücher und mehr als 60 wissenschaftliche Beiträge in Fachzeitschriften. Er veröffentlichte 2003 das erste deutschsprachige Lehrbuch zum Mobile Commerce. 2020 legte er mit „Die verblendete Republik – warum uns keiner die Wahrheit über die Digitalisierung sagt“ erstmals ein Publikumsbuch vor.

## Forschungsgebiete und Positionen
Pousttchi erforscht die Digitalisierung aus verschiedenen Blickwinkeln und mit ganzheitlichem Anspruch. Dabei betrachtet er diese als eine moderne Rahmenbedingung für das Handeln von Individuen, Unternehmen und staatlichen Organisationen. Die wesentlichen Faktoren Technik – Wirtschaft – Mensch/Gesellschaft bilden aus seiner Sicht ein Dreieck, in dem die Interdependenzen zwischen den drei Faktoren entscheidend seien. Digitale Transformation betrachtet er als notwendige Reaktion auf die Digitalisierung, für die technische Kenntnisse zwar unabdingbare Voraussetzung, für deren Erfolg jedoch interdisziplinäre Herangehensweisen erforderlich seien. Insbesondere kritisiert er die Unprofessionalität der Diskussion und fordert eine fundierte Ausbildung.

### Gesellschaftliche Dimension der Digitalisierung: „Die verblendete Republik“
In dem 2020 veröffentlichten Sachbuch geht Pousttchi von der zentralen These aus, Digitalisierung werde in Deutschland im Wesentlichen auf der Grundlage von Meinungen, aber nicht von Fachwissen diskutiert. Er führt dies mittels zahlreicher Beispiele auf drei Gründe zurück: 1. Mangelndes Wissen und Silodenken, 2. „Blender“, die bewusst einen „dicken Nebelring“ um das Thema legen, um in dessen Schutz ihre Interessen verfolgen zu können, vor allem Digitalunternehmen wie Apple, Google, Facebook und Amazon, 3. sei die „Verblendung“ selbst verschuldet, denn die Deutschen wollten die Wahrheit gar nicht wissen, um die Annehmlichkeiten digitaler Technologien sorglos weiter nutzen zu können. Zentrale Botschaft des Buches ist, dass letzteres schon jetzt kaum und in Zukunft – mit Sensoren im privaten und öffentlichen Raum sowie digitalen Implantaten – noch viel weniger möglich sei, ohne dass die Folgen die Grundpfeiler von Wirtschaft und Gesellschaft erschütterten. Es gehe um Kontrolle: „Das Grundübel der digitalen Welt ist, dass jemand anders Ihnen seinen Willen aufzwingen kann – und das auch macht“ (S. 71). Dies gelte auf der persönlichen Ebene ebenso wie zwischen Unternehmen und zwischen Staaten. Mit simpler politischer Regulierung sei es nicht in den Griff zu bekommen. Digitalisierung sei nicht das Problem, sondern mache nur Probleme sichtbar, die durch kurzsichtiges und opportunistisches Handeln entstanden seien. Sein zentraler Lösungsansatz ist die Orientierung an ingenieurwissenschaftlichen Methoden. Agile Vorgehensweisen bezeichnet er als wichtig, aber verweist sie auf die operative Ebene. Um Deutschland wieder auf Augenhöhe zu bringen, sei das Ziel nicht die maximale Digitalisierung, sondern der „optimale Punkt der Digitalisierung“ und eine „Digitale Soziale Marktwirtschaft“. Hierfür müsse der Ingenieurgeist ins digitale Zeitalter getragen und durch eine andere Art der Ausbildung, Koopetition zwischen Unternehmen und die Schaffung eines europäischen Betriebssystems für die vernetzte Welt die Voraussetzungen dafür geschaffen werden, dass Deutschland und Europa weiterhin selbstbestimmt ihre Gesellschaft nach eigenen Wertvorstellungen gestalten könnten.

### Mobilfunknetze und 5G
Die mangelnde Mobilfunkabdeckung in Deutschland führt er auf ungeeignete Vergabeverfahren für Mobilfunklizenzen zurück, die von der Bundesnetzagentur nach Vorgaben des Bundeswirtschaftsministeriums durchgeführt werden. Diese seien nur für die Aufbauzeit der 1990er-Jahre geeignet gewesen. Insbesondere kritisiert er, dass es damit keine Anreize für Flächendeckung gebe, die im europäischen Vergleich sehr hohen Mobilfunktarife in Deutschland darauf zurückzuführen seien und deutlich höhere Mobilfunkstrahlung zur Folge hätten als nötig sei. Die Lösung sei ein einheitliches, flächendeckendes Mobilfunknetz in Händen einer neutralen Betreibergesellschaft. Der Wettbewerb müsse nicht um das Netz, sondern auf dem Netz stattfinden. Dies sei auch für die Mobilfunkanbieter selbst die wirtschaftlichste Lösung, die sie eigentlich aus eigenem Antrieb hätten verfolgen müssen, wofür ihnen aber die Reformfähigkeit und Innovationskraft fehle. Die 5G-Diskussion in Deutschland sei unter anderem wegen dieser mangelnden Netzabdeckung durch falsche Vorstellungen geprägt. Der wesentliche Nutzen liege in der geringen Latenzzeit von 5G, die KI- und Cloud-Lösungen auf Geräten mit geringer Rechenleistung in Echtzeit verfügbar mache und idealerweise für ein europäisches Smartphone-Betriebssystem genutzt werden müsse, das Europa wieder auf Augenhöhe mit den US-amerikanischen Marktteilnehmern bringen könne.
Als Interviewpartner von Jan Böhmermann im ZDF Magazin Royale positionierte er sich Anfang 2021 klar zu Datennetzen als Öffentliche Daseinsvorsorge und zur Gemeinwohlorientierung der Netzversorgung; er vergleicht diese mit der Wasserversorgung.

### Digitale Transformation kleiner und mittlerer Unternehmen
Pousttchi forderte seit Langem, die Digitale Transformation zu einem Hauptausbildungsbereich der Wirtschaftsinformatik in Deutschland zu erklären. Mit Unterstützung weiterer namhafter Professoren, unter anderem Jörg Becker, Thomas Hess und Jan Marco Leimeister, konnte er sich damit 2017 durchsetzen.
Dabei sieht er für Deutschland insbesondere kleine und mittlere Unternehmen als Handlungsfeld. Für die Digitale Transformation von kleinen und mittleren Unternehmen schlägt er eine klar strukturierte Vorgehensweise vor, die von einem Technologiebaukasten ausgehend die Anwendung von 10 Technologie-Wirktypen (Technology Impact Types) in den Mittelpunkt stellt, die entlang der drei Dimensionen Leistungserstellungsmodell, Leistungsangebotsmodell und Kundeninteraktionsmodell des Unternehmens entwickelt werden.

### Digitale Transformation von Handel, Banken und Versicherungen
Pousttchi untersucht seit 2011 die veränderte Situation von Einzelhandel, Banken und Versicherungen durch die Digitalisierung. Insbesondere bei Banken konstatiert er eine Tendenz zur „Fassadendigitalisierung“, bei der nach außen das Bild einer digitalisierten Organisation erzeugt werde, während nach innen aber weiter die alten Systeme und Prozesse verwendet werden, wodurch wirklich moderne Dienste gar nicht möglich seien. Gleichzeitig komme es zu einer massiven Veränderung des Kunden-Entscheidungsverhaltens und der Art der Kunde-Bank-Beziehung. In der Dokumentation zur ZDF-Serie Bad Banks kritisiert er sowohl die wenig nachhaltigen Digitalisierungsansätze traditioneller Banken als auch das im Endeffekt noch weniger kundenfreundliche Optimierungsverhalten der Finanztechnologie-Unternehmen, das nur darauf ziele, von den großen Internetkonzernen aufgekauft zu werden.
Für Versicherungen prognostiziert er vor allem wesentliche Veränderungen im Wertschöpfungsnetz durch die Plattformökonomie.

### Digitalpolitik
Aus Sicht Pousttchis verändert die Digitalisierung einerseits die Rahmenbedingungen politischen Handelns in vielerlei Hinsicht, andererseits müsse sie in vielen Politikfeldern selbst Gegenstand und Mittel einer zukunftsorientierten Politik sein. Eines der zentralen Probleme sei, dass die Wirkungen der Digitalisierung an einer einzelnen der vielen „Baustellen“ auf den ersten Blick einfach aussähen. Er kritisiert, dass dies die politischen Akteure zu einer simplifizierten Sicht verleite. Die Probleme seien jedoch nur mit einer systematisch entwickelten und an den langfristigen realen Wirkungen orientierten Herangehensweise lösbar. Als Handlungsfelder für eine zeitgemäße Digitalpolitik nennt er die Bereiche Recht, Sicherheit, wirtschaftliche Entwicklung und gesellschaftliche Entwicklung sowie die Modernisierung der öffentlichen Verwaltung. Insgesamt fordert er, Deutschland müsse „sich auf seinen Ingenieurgeist besinnen: Dann können wir auch wieder vorne mitspielen. Und die Regeln mitbestimmen, bevor Apple, Google Facebook oder Amazon es tun.“

## Ehrungen und Auszeichnungen
Als Offizier wurde Pousttchi mit der Einsatzmedaille der Bundeswehr (SFOR), der NATO-Medaille und – zur damaligen Zeit eine sehr ungewöhnliche und bis heute seltene Ehrung – mit der Einsatzmedaille der Republik Frankreich für seine Mission im ehemaligen Jugoslawien ausgezeichnet, er ist Mitglied im Bund Deutscher EinsatzVeteranen.
Als Wissenschaftler wurde er zweimal von der „International Conference on Mobile Business“ (ICMB) für den besten Forschungsbeitrag ausgezeichnet (2004 in New York und 2008 in Barcelona). 2009 erhielt er vom Journal of Information Technology für einen Beitrag aus dem Bereich des Mobile-Business die Auszeichnung für den besten Forschungsbeitrag, wofür er im Folgejahr auch für den weltweit besten Forschungsbeitrag der internationalen Wirtschaftsinformatik-Organisation AIS nominiert wurde. 2010 wurde er mit dem Wissenschaftspreis der Viermetz-Stiftung geehrt.

## Sonstiges
Pousttchi setzt sich gegen Cyber-Mobbing ein. Im Dezember 2020 hat er mit sechs weiteren Akteuren, darunter Filmproduzentin Tatjana Bonnet (LenaLove), Schauspielerin Emilia Schüle und Lukas Pohland, in Berlin den Verein „Initiative Digitale Empathie e.V.“ gegründet. Die Schirmherrschaft hat Dorothee Bär inne.

## Schriften (Auszug)
- Die verblendete Republik – warum uns keiner die Wahrheit über die Digitalisierung sagt. Wi-mobile, Berlin 2020. (Sachbuch)
- Surrounded by middlemen – how multi‐sided platforms change the value network in the insurance industry. In: Electronic Markets 29 (2019) 4, S. 609–629, mit Alexander Gleiß.
- Technology Impact Types for Digital Transformation. Proceedings of the 21st IEEE Conference on Business Informatics (CBI 2019). IEEE, Moscow 2019, mit Alexander Gleiß, Benedikt Buzzi und Marco Kohlhagen.
- Exploring the digitalization impact on consumer decision‐making in retail banking. In: Electronic Markets 28 (2018) 3, S. 265‐286, mit Maik Dehnert.
- Mobile Commerce Research Yesterday, Today, Tomorrow—What Remains to Be Done? In: International Journal of Electronic Commerce 19 (2015) 4, S. 1‐20, mit David Tilson, Kalle Lyytinen und Yvonne Hufenbach.
- The impact of new media on bank processes – a Delphi study. In: International Journal of Electronic Business 12 (2015) 1, S. 1‐45, mit Jürgen Moormann und Josef Felten.
- Requirements for personalized m-commerce – what drives consumers’ use of social networks? In: Journal of Electronic Commerce in Organizations 11 (2013) 4, S. 19–36, mit Laura Becker.
- Enabling Evidence-based Retail Marketing with the Use of Payment Data – the Mobile Payment Reference Model 2.0. In: International Journal of Business Intelligence and Data Mining 8 (2013) 1, mit Yvonne Hufenbach.
- Value creation in the mobile market – A Reference Model for the Role(s) of the Future Mobile Network Operator. Business & Information Systems Engineering 53 (2011) 5, S. 300–311, mit Yvonne Hufenbach.
- Determinants of customer acceptance for mobile data services: An empirical analysis with formative constructs. In: International Journal of Electronic Business 9 (2011) 1–2, S. 26–43, mit Laura Goeke.
- Mobile word-of-mouth – A grounded theory of mobile viral marketing. In: Journal of Information Technology 24 (2009) 2, S. 172–185, mit Wolfgang Palka und Dietmar Wiedemann.
- Proposing a comprehensive framework for analysis and engineering of mobile payment business models. In: Information Systems and e-Business Management 7 (2009) 3, S. 363–393, mit Max Schießler und Dietmar Wiedemann.
- A modeling approach and reference models for the analysis of mobile payment use cases. In: Electronic Commerce Research and Applications 7 (2008) 2, S. 182–201.
- Mobile Payment Procedures: Scope and Characteristics. In: eService Journal Vol. 2 (2003) 3, S. 7–22, mit Nina Kreyer und Klaus Turowski.
- Mobile Payment in Deutschland – Szenarienübergreifendes Referenzmodell für mobile Bezahlvorgänge. Gabler/DUV, Wiesbaden 2005, zugleich Dissertation Universität Augsburg 2004.
- Mobile Commerce – Grundlagen und Techniken. Springer, Heidelberg 2003, mit Klaus Turowski (erstes Lehrbuch zu Mobile Commerce/Mobile Business).